# Симон I фон Залм
Симон I фон Залм (на немски: Simon I Graf von Salm; † 26 юли 1346, убит в битката при Креци, Франция) е от 1332 г. граф на Горен Залм в Люксембург.

## Произход и наследство
Той е син на граф Йохан I фон Залм (1247 – 1338) и съпругата му Жана дьо Жоанвил († 1297), наследничка на Нойвилер, дъщеря на Жефроа дьо Жоанвил († 1314).
След смъртта на граф Хайнрих I фон Залм († 1165/ок. 1170) родът „Залм“ се разделя на клоновете Стар-Залм в Ардените и на Горен-Залм във Вогезите. Старият род на графовете на Люксембург се разделя през 12 век на линиите Горен-Залм и Долен-Залм. Фамилията Горен Залм е наследена през 1475 г. от рода на „Вилд- и Рейнграфовете“, която още съществува в линиите Залм-Залм (от 1623 князе) и Залм-Хорстмар (от 1816 князе).

## Фамилия
Симон I фон Залм се жени 1334 г. в Комерци за Матилда/Мод фон Саарбрюкен († сл. 1367), дъщеря на граф Симон V фон Саарбрюкен († 1325) и Маргарета Савойска дьо Ваат († 1363). Те имат един син:
- Йохан II фон Залм (* ок. 1335; † 1386 или 1400), женен на 22 май 1355 г. в Зитард, Лимбург, Нидерландия за Филипа ван Фалкенбург (* ок. 1328; † пр. 29 август 1398); имат 4 деца

Вдовицата му Матилда/Мод фон Саарбрюкен се омъжва втори път сл. 26 юли 1346 г. за рицар Йохан.